# Nandina domestica
Nandina domestica (Thunb., 1781), comunemente nota come Nandina o Bambù sacro, è una pianta appartenente alla famiglia delle Berberidaceae, originaria dell'Estremo Oriente, dove si ritrova dall'Himalaya fino al Giappone. È l'unica specie inclusa all'interno del genere Nandina.

## Descrizione
È un arbusto eretto sempreverde alto fino a 2 metri che forma numerosi rami a partire dalla base. Le foglie sono lucide e possono essere decidue in zone in cui l'inverno è particolarmente freddo. Esse sono composte, imparipennate e lunghe dai 50 ai 100 centimetri, bi e tripennate, individualmente lunghe dai 4 agli 11 centimetri e larghe da 1,5 a 3 centimetri. Le giovani foglie sono di un colore che va dal rosa pallido al rosso, prima di diventare verdi; quelle vecchie da verdi diventano rosse o viola e poi cadono. I fiori sono bianchi e appaiono a inizio estate raggruppati su di un'infiorescenza. I frutti sono bacche di colore rosso brillante di 5–10 millimetri di diametro che maturano nel tardo autunno e generalmente persistono per tutto l'inverno.

## Tossicità
Tutte le parti della pianta sono tossiche in quanto contengono acido cianidrico e in certe quantità potrebbero essere fatali per ingestione. La pianta è considerata come non mortale per l'uomo, tuttavia le bacche possono essere pericolose per gatti, cani e animali da pascolo. Le bacche contengono anche alcaloidi come la nantenina, una molecola che blocca gli effetti della MDMA negli animali. Gli uccelli solitamente non sono affetti da queste tossine e contribuiscono alla dispersione dei semi della pianta attraverso i loro escrementi. Tuttavia, un consumo eccessivo di bacche può portare alcuni uccelli alla morte.

## Storia e coltivazione

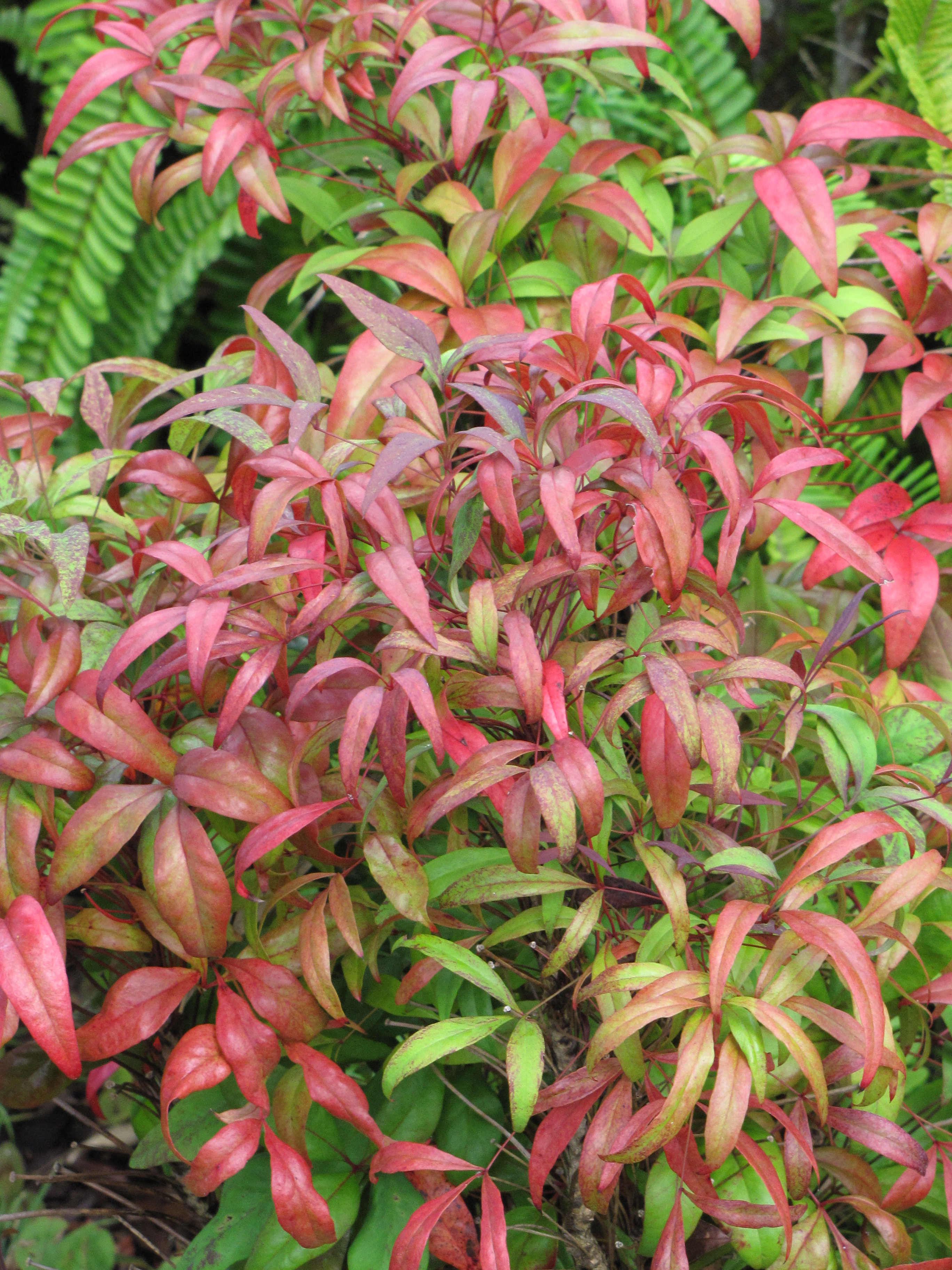
Per ottenere le foglie rosse, deve essere in posizione soleggiata

Coltivata in Cina e Giappone per secoli, è stata importata nei giardini occidentali da William Kerr, che la portò a Londra dopo la sua prima spedizione nel Guangdong, nel 1804. Gli inglesi, insicuri sulla resistenza della pianta al freddo, tenevano la pianta in serra inizialmente. Il nome scientifico le è stato assegnato da Carl Peter Thunberg ed è la versione latinizzata del nome giapponese della pianta, nan-ten' o nán-tiān (南天 ). 
La Nandina è largamente coltivata nei giardini come pianta ornamentale. Più di 65 cultivar sono state prodotte in Giappone, dove la specie è particolarmente popolare e dove esiste una società nazionale dedicata alla pianta.

La Nandina è un arbusto rustico, che tollera bene il freddo invernale. Cresce bene in posizione ombreggiata o soleggiata, anche se in carenza di luce tende a non fiorire e le foglie si colorano di verde scuro. Si sviluppa praticamente in qualsiasi terreno, purché ben drenato. Tollera bene la siccità e non richiede particolari cure né potature importanti.